# Самохужин, Хабир Шагеевич
Хабир Шагеевич Самохужин (18.04.1930, д. Абдырово, Аргаяшский район, Уральская область — 05.09.1998) — сталевар электросталеплавильного цеха Челябинского металлургического завода.

## Биография
Родился 18 апреля 1930 года в деревне Абдырово Аргаяшского района (ныне — Челябинская область) в крестьянской семье. Башкир.
Окончил школу-семилетку. В военные годы работал в колхозе в своем селе.
В 1947 году окончил ремесленного училища № 17 в городе Челябинске. Трудовую деятельность начал в том же году подручным сталевара Челябинского металлургического завода. С этим предприятием связана вся его дальнейшая трудовая биография. В 1952 году переведен сталеваром электросталеплавильного цеха № 1, в 1962 году — сталеваром ЭСПЦ № 2.
За годы работы на заводе X. Ш. Самохужин стал мастером скоростного сталеварения, одним из первых на предприятии освоил выплавку нержавеющей стали с продувкой кислородом. Выполнял сложные технологические задачи, занимался поиском оптимальных способов выплавки легированных сталей. При его активном участии впервые в стране осваивалось производство нержавеющих сталей в 100-тонных электропечах. Коллеги называли его «королём нержавейки».
Указом Президиума Верховного Совета СССР от 19 июля 1958 года за выдающиеся успехи, достигнутые в деле развития чёрной металлургии, Самохужину Хабиру Шагиевичу присвоено звание Героя Социалистического Труда с вручением ордена Ленина и золотой медали «Серп и Молот».
Работал сталеваром в том же цехе до ухода на пенсию в 1990 году.
Жил в городе Челябинск. Скончался 5 сентября 1998 года.
Награждён орденами Ленина, Октябрьской Революции, медалями. Лауреат премии Совета Министров СССР. Почетный металлург РСФСР. В родной деревне Абдырово его именем названа улица.